# Kramer vs. Kramer
Kramer vs. Kramer (también conocida como Kramer contra Kramer) es una película estadounidense de 1979 escrita y dirigida por Robert Benton. Fue protagonizada por Dustin Hoffman, Meryl Streep, Jane Alexander y Justin Henry.
Kramer vs. Kramer fue estrenada el 19 de diciembre de 1979 por Columbia Pictures. Fue un éxito comercial, obteniendo más de cien millones de dólares con un presupuesto de ocho millones, convirtiéndose en la película de mayor éxito comercial de 1979 y recibiendo nueve nominaciones en la edición número 52 de los Premios de la Academia, ganando en cinco categorías: mejor película, mejor director, mejor actor (para Hoffman), mejor actriz de reparto (para Streep) y mejor guion adaptado.

## Sinopsis
Ted Kramer es un joven padre y esposo muy centrado en su proyección profesional en la ciudad de Nueva York, ya que es en su trabajo, que le reporta satisfacciones y prestigio, donde pasa la mayor parte del tiempo. 
Una tarde, al volver de la oficina, su mujer Joanna, quien tuvo que renunciar a su carrera profesional  universitaria en California para dedicarse al cuidado de su marido y su hijo Billy, la cual se siente emocionalmente desatendida y sumida en la desesperanza, se enfrenta con él y decide romper con su rol de cuidadora, con gran sufrimiento  de los 3 miembros de la familia y regresa para vivir en California. 
Ted deberá aprender a ser padre procurando al mismo tiempo no descuidar su carrera profesional. Joanna por su parte intentará reencontrar su identidad e independencia económica, luego ella regresa a Nueva York, tras conseguir trabajo y mejorar su situación emocional, Johanna vuelve dispuesta a recuperar la custodia de Billy, atentando contra la nueva estabilidad que Ted ha conseguido proporcionarle y se inicia un juicio por la custodia de su hijo.

## Reparto
| Actor               | Personaje             |
| ------------------- | --------------------- |
| Dustin Hoffman      | Ted Kramer            |
| Meryl Streep        | Joanna (Stern) Kramer |
| Justin Henry        | Billy Kramer          |
| Jane Alexander      | Margaret Phelps       |
| Petra King          | Petie Phelps          |
| Melissa Morell      | Kim Phelps            |
| Howard Duff         | John Shaunessy        |
| George Coe          | Jim O'Connor          |
| JoBeth Williams     | Phyllis Bernard       |
| Howland Chamberlain | Juez Atkins           |
| Dan Tyra            | Clerk                 |

## Producción
Es una película basada en la novela Kramer contra Kramer de Avery Corman.
Antes de seleccionar a Dustin Hoffman, los productores habían considerado darle el papel a Al Pacino. Por su parte, Jane Fonda rechazó el papel interpretado finalmente por Meryl Streep. Dustin Hoffman ayudó en gran manera al actor novel Justin Henry, analizando y comentando con él cada escena antes de su rodaje. El decorado del apartamento montado en el interior del estudio tuvo las medidas exactas resultantes del exterior del edificio que aparece en la película. El director de fotografía, Néstor Almendros, utilizó en los interiores luz cenital y en los exteriores la luz disponible para las tomas. La versión inicial tuvo una duración de 43 minutos adicionales respecto a la duración definitiva. Se suprimieron sobre todo escenas con Jane Alexander y con JoBeth Williams.

## Recepción
El 91 % de los críticos de la página Rotten Tomatoes le dio una calificación positiva a la cinta, con un puntaje promedio de 7,9 sobre 10. El consenso del sitio indica: "El tema del divorcio no es tan impactante, pero la película sigue siendo un drama reflexivo y bien hecho que resiste el impulso de tomar partido o dar respuestas fáciles". Roger Ebert del Chicago Sun-Times le dio su máxima calificación, alabando el guion de Robert Benton: "Sus personajes no sólo se hablan entre ellos, sino que revelan cosas sobre sí mismos y a veces aprenden de sus propios errores. Eso es lo que hace que Kramer contra Kramer sea una película conmovedora: A veces tenemos la sensación de que las personalidades están cambiando y las decisiones se toman mientras seguimos la película".

## Impacto cultural
Kramer vs. Kramer reflejó un cambio cultural que ocurrió durante la década de 1970, cuando las ideas sobre la maternidad y la paternidad estaban cambiando. La película fue ampliamente elogiada por la forma en que le dio el mismo peso e importancia a los puntos de vista de Joanna y Ted.[cita requerida]

## Premios

### Óscar 1979
| Categoría               | Persona             | Resultado |
| ----------------------- | ------------------- | --------- |
| Mejor película          | Mejor película      | Ganadora  |
| Mejor director          | Robert Benton       | Ganador   |
| Mejor actor             | Dustin Hoffman      | Ganador   |
| Mejor actor de reparto  | Justin Henry        | Candidato |
| Mejor actriz de reparto | Meryl Streep        | Ganadora  |
| Mejor actriz de reparto | Jane Alexander      | Candidata |
| Mejor guion adaptado    | Robert Benton       | Ganador   |
| Mejor fotografía        | Néstor Almendros    | Candidato |
| Mejor montaje           | Gerald B. Greenberg | Candidato |

## Adaptaciones
En 1995, Kramer vs. Kramer fue re-hecha en la India como Akele Hum Akele Tum, protagonizada por Aamir Khan y Manisha Koirala.